# 圣博齐尔 (上卢瓦尔省)
圣博齐尔（法語：Saint-Beauzire，法語發音：[sɛ̃ boziʁ]）是法国上卢瓦尔省的一个市镇，位于该省西北部，属于布里尤德区。

## 地理
圣博齐尔（45°16'30"N, 3°16'3"E）面积23.46 平方千米，位于法国奥弗涅-罗讷-阿尔卑斯大区上盧瓦爾省，该省份为法国中南部省份，北起多姆山省和卢瓦尔省，西接康塔爾省，南至洛泽尔省，东临阿尔代什省。
与圣博齐尔接壤的市镇（或旧市镇、城区）包括：博蒙、埃斯帕朗、格勒尼耶-蒙贡、洛尔朗日、吕比亚克、波亚克、圣热龙、布里尤德附近圣瑞斯特、圣洛朗沙布勒日。
圣博齐尔的时区为UTC+01:00、UTC+02:00（夏令时）。

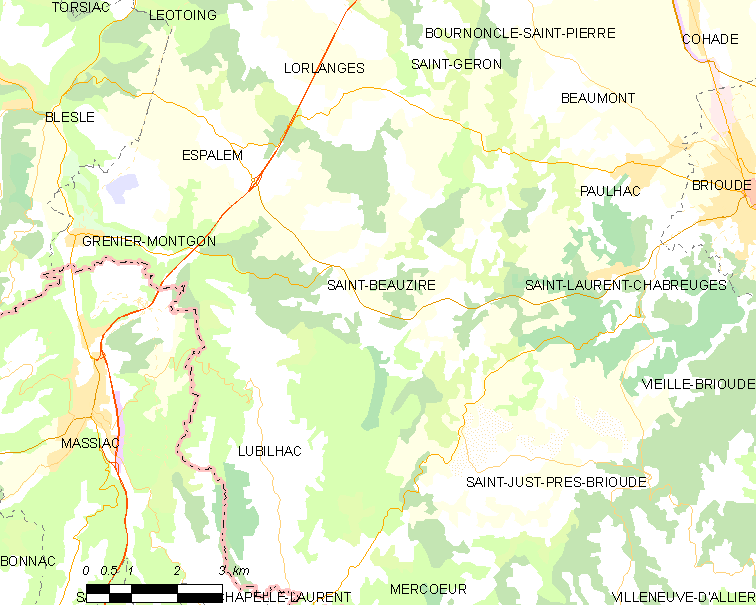
圣博齐尔的OSM定位图

## 行政
圣博齐尔的邮政编码为43100，INSEE市镇编码为43170。

## 政治
圣博齐尔所属的省级选区为拉法耶特地区县。

## 人口

1962-2008年间圣博齐尔人口变化图示

圣博齐尔于2022年1月1日时的人口数量为453人。

## 交通
上卢瓦尔省省道D17线、D171线和D588线经过境内。